# GD Chaves
GD Chaves – portugalski klub piłkarski z siedzibą w Chaves.

## Historia
Grupo Desportivo de Chaves został założony w 1949. W 1985 klub po raz pierwszy w historii awansował do Primeira Liga. W premierowym sezonie Desportivo zajęło wysokie szóste miejsce. Jeszcze lepszy okazał się następny sezon, kiedy to Chaves zajęło piąte miejsce. Dzięki temu klub wystartował jedyny raz w historii europejskich pucharach. W I rundzie Pucharu UEFA Desportivo dwukrotnie pokonało rumuńską Universitateę Krajowa. W II rundzie Chaves dwukrotnie okazali się gorsi od węgierskiego Honvédu.
W portugalskiej ekstraklasie klub występował przez osiem sezonów do 1993, kiedy to po zajęciu 18. miejsca klub spadł do Ligi de Honra. Już po roku Chaves wróciło do ekstraklasy i występowało w niej do 1999. W Liga de Honra Desportivo występowało przez kolejne 8 lat do 2007. W 2009 Chaves wróciło na jeden sezon do Liga de Honra. W 2010 Desportivo odniosło największy sukces w historii docierając do finału Pucharu Portugalii, gdzie uległo FC Porto 1-2. Obecnie Chaves występuje w Liga Portugal 2.

## Sukcesy
- finał Pucharu Portugalii (1): 2010.
- 13 sezonów w Primeira Liga: 1985-1993, 1994-1999.

## Znani piłkarze w klubie
| - Rui Correia - Beto - Vermelhinho - Anthony da Silva - Antônio Dumas - Pedro Geromel - Leir Gilmar da Costa | - Georgi Sławkow - Radosław Zdrawkow - Lucian Marinescu - Wilson Alegre - António Mendonça - João Martins - Kabwe Kasongo |

## Trenerzy
- Álvaro Magalhães (1998)
- Augusto Inácio (1999)

## Sezony wPrimeira Liga
| Sezon   | Uzyskane Miejsce |
| ------- | ---------------- |
| 1985-86 | 6                |
| 1986-87 | 5                |
| 1987-88 | 7                |
| 1988-89 | 13               |
| 1989-90 | 5                |
| 1990-91 | 8                |
| 1991-92 | 9                |
| 1992-93 | 18 (spadek)      |
| 1994-95 | 14               |
| 1995-96 | 15               |
| 1996-97 | 10               |
| 1997-98 | 16               |
| 1998-99 | 11 (spadek)      |
| 2016-17 | 6                |
| 2017-18 | 16               |
| 2018-19 | 17 (spadek)      |
| 2022-23 | 7                |
| 2023/24 | 17/18 (spadek)   |

## Europejskie puchary
Legenda do wszystkich tabel:
- Q – runda eliminacyjna, 1/16, 1/8, 1/4, 1/2 – odpowiednia faza rozgrywek, Grupa – runda grupowa, 1r gr – pierwsza runda grupowa, 2r gr – druga runda grupowa, F – finał, R – runda, PO – play-off
- k. – rzuty karne, los. – losowanie, Dogr. – dogrywka, w. – zasada bramek strzelonych na wyjeździe

| Sezon   | Rozgrywki   | Runda | Przeciwnik               | Dom | Wyjazd | Ogólnie |
| ------- | ----------- | ----- | ------------------------ | --- | ------ | ------- |
| 1987/88 | Puchar UEFA | 1R    | CS Universitatea Craiova | 2–1 | 2–3    | 4–4, w. |
| 1987/88 | Puchar UEFA | 2R    | Budapest Honvéd          | 1–2 | 1–3    | 2–5     |